# سوقومون تارونتسی

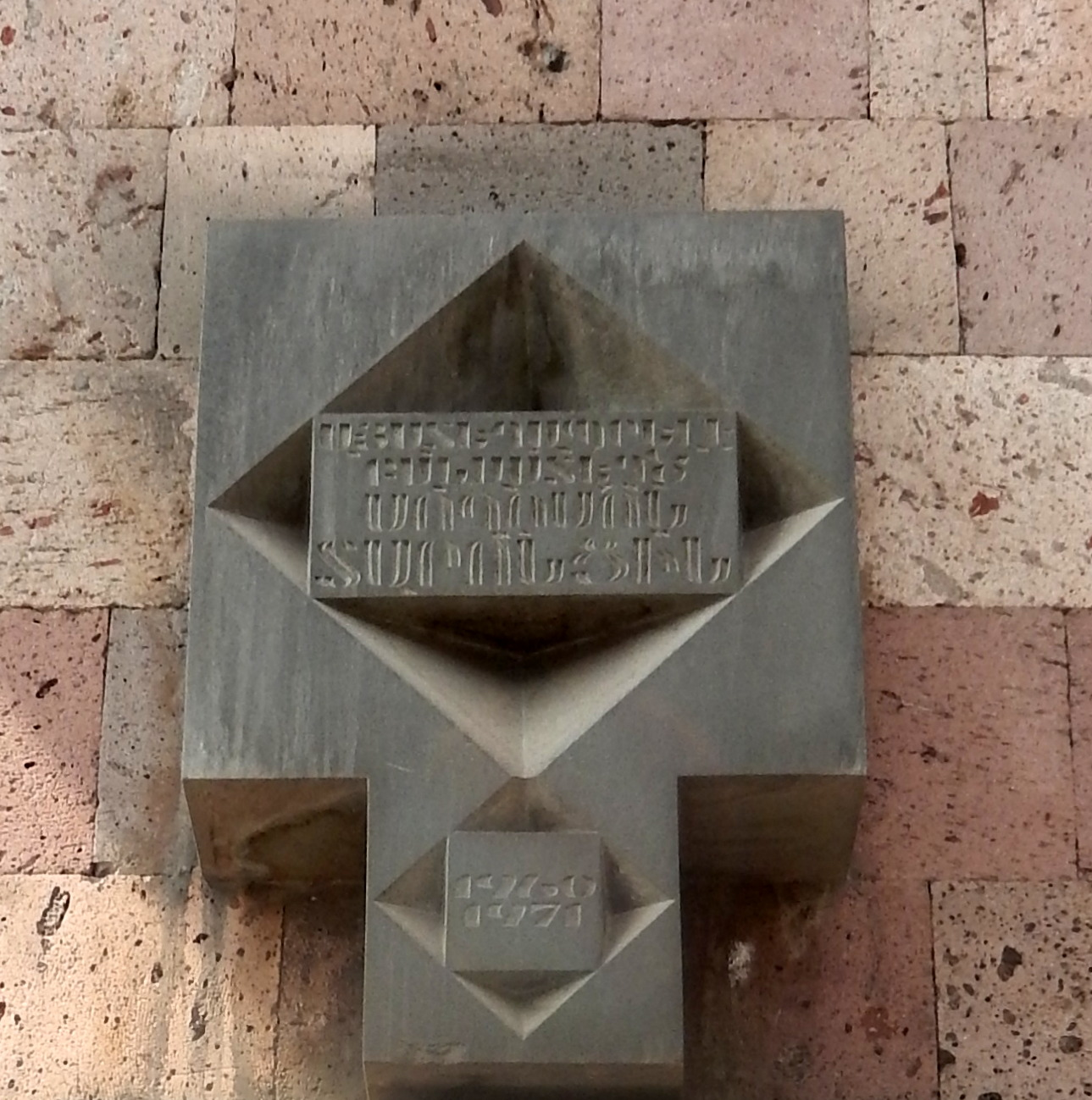

سوقومون تارونتسی (ارمنی: Սողոմոն Տարոնցի؛  زادهٔ ۱۹۰۵ - درگذشته ۱۷ ژوئیهٔ ۱۹۷۱) مترجم، ویراستار نثرنویس و شاعر اهل ارمنستان بود.

## زندگی‌نامه
وی با نام اصلی سوقومون ساهاکی موسیسیان (ارمنی: Սողոմոն Սահակի Մովսիսյան) در ۹ ژانویه ۱۹۰۵ [O.S. ۲۷ دسامبر ۱۹۰۴] در کوپ به دنیا آمد و از دانشگاه دولتی ایروان فارغ‌التحصیل گشت. وی عضو اتحادیه نویسندگان اتحاد شوروی بود. همچنین برندهٔ جوایزی همچون نشان برجسته افتخار و چهره فرهنگی شایسته ارمنستان شوروی شده‌است. وی در در سن ۶۶ سالگی در ایروان درگذشت.